# Cellé
Cellé é uma comuna francesa na região administrativa do Centro, no departamento Loir-et-Cher. Estende-se por uma área de 12,43 km². Em 2010 a comuna tinha 227 habitantes (densidade: 18,3 hab./km²).